# 汉密尔顿堡高中

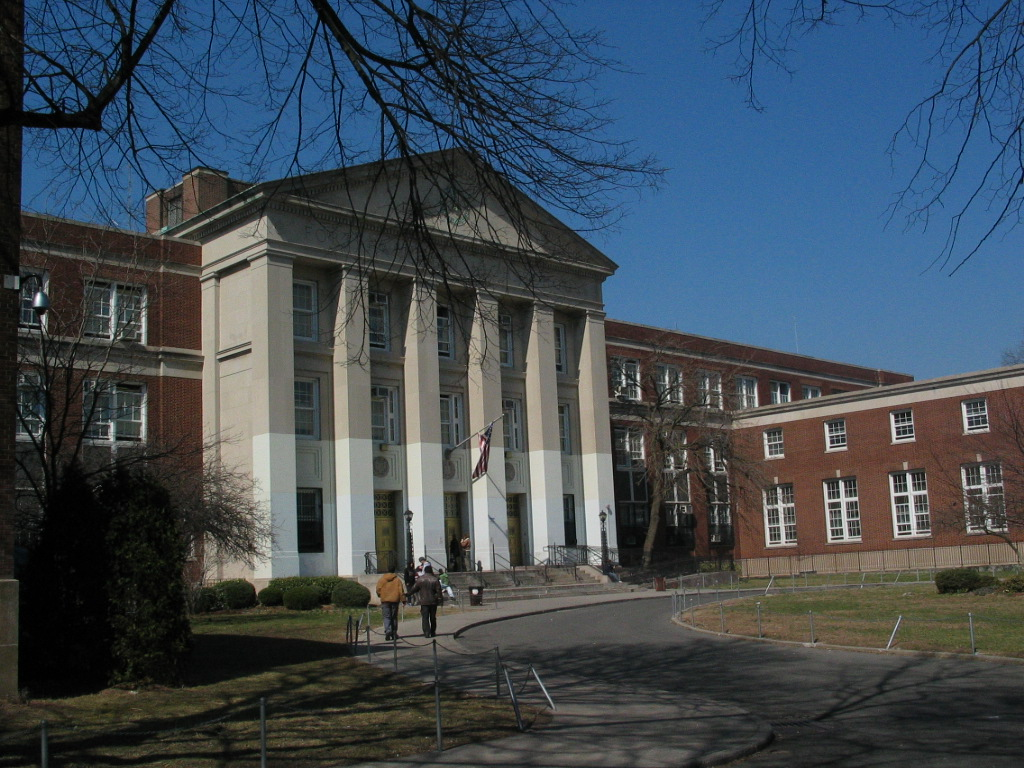
前门入口

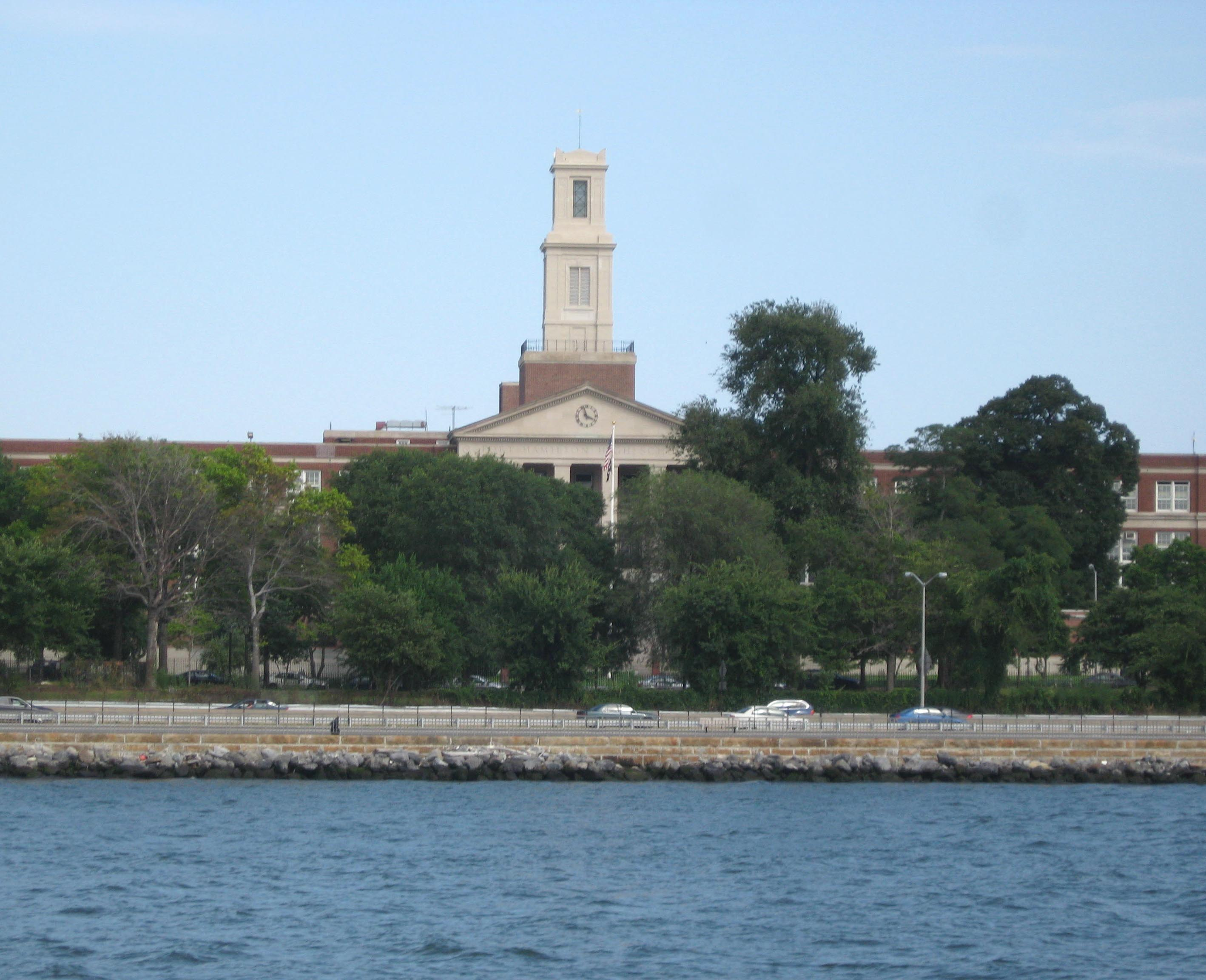
沿岸视角

汉密尔顿堡高中（英語：Fort Hamilton High School, HS 490）是一所位于美国纽约市布鲁克林区的公立高中，隶属于纽约市教育局。该校以原为美国陆军驻地的汉密尔顿堡命名，主要接受居住在灣脊區、日落公园一带以及戴克高地等地段家庭的适龄学生。
1940年9月23日，时任纽约市市长菲奥雷洛·拉瓜迪亚亲自为学校奠基，学校自1941年9月8日起在海岸路（Shore Road）8301号的原新月运动乡村俱乐部（Crescent Athletic Country Club）的旧址运营。

## 著名校友
- 利蒂希娅·詹姆斯—政治家和律师，现任纽约州总检察长和前市公共辩护律师[4]
- 艾伯特·金—前NBA篮球运动员[5]
- 伯纳德·金—前NBA篮球运动员[5]
- 弗蘭克·雷登—NBA犹他爵士队前教练兼高管
- 胡里奥·卢戈—前美国职业棒球大联盟球员[6]
- 拉娜·帕瑞拉—演员，因其在《Once Upon a Time》中的出演而成名
- 珍妮特·耶倫—经济学家，现任美国财政部长和前美联储主席（2014-2018年）[7][8]